# Espagne aux Jeux méditerranéens de 2018
Cet article contient des informations sur la participation et les résultats de l' Espagne aux Jeux méditerranéens de 2018 à Tarragone en Espagne.

## Médailles

### Or
| Sport                  | Discipline                  | Sportifs                                                               |
| Médailles d'or : 18    |                             |                                                                        |
| Badminton              | Simple hommes               | Pablo Abián Vicen                                                      |
| Canoë-kayak            | K-1 200 mètres hommes       | Carlos Garrote Ballestero                                              |
| Canoë-kayak            | K-1 500 mètres hommes       | Roi Rodriguez Huertas                                                  |
| Canoë-kayak            | K-2 500 mètres hommes       | Marcus Walz Rodrigo Germade Barreiro                                   |
| Canoë-kayak            | K-1 200 mètres femmes       | Teresa Portela Rivas                                                   |
| Gymnastique artistique | Concours par équipes hommes | Néstor Abad Thierno Diallo Nicolau Mir Alberto Tallón Rayderley Zapata |
| Gymnastique artistique | Sol hommes                  | Rayderley Zapata                                                       |
| Haltérophilie          | 75 kg Arraché femmes        | Lidia Valentín                                                         |
| Haltérophilie          | 75 kg Épaulé-jeté femmes    | Lidia Valentín                                                         |
| Escrime                | Épée hommes                 | Yulen Pereira                                                          |
| Natation               | 100 m brasse femmes         | Jessica Vall                                                           |
| Natation               | 200 m brasse femmes         | Jessica Vall                                                           |
| Natation               | 200 m papillon femmes       | Mireia Belmonte                                                        |
| Natation               | 200 m Quatre nages femmes   | Mireia Belmonte                                                        |
| Natation               | 400 m Quatre nages femmes   | Catalina Corró                                                         |
| Tir                    | Fosse olympique hommes      | Antonio Bailon Rodriguez                                               |

### Argent
| Sport                   | Discipline                         | Sportifs                                                |
| Médailles d'argent : 27 |                                    |                                                         |
| Badminton               | Simple femmes                      | Beatriz Corrales                                        |
| Gymnastique artistique  | Barres asymétriques femmes         | Paula Raya                                              |
| Haltérophilie           | 77 kg Arraché hommes               | Andrés Mata                                             |
| Haltérophilie           | 77 kg Épaulé-jeté hommes           | Andrés Mata                                             |
| Haltérophilie           | 53 kg Arraché femmes               | Atenery Hernández                                       |
| Judo                    | Moins de 60 kg hommes              | Francisco Garrigós Rosa                                 |
| Judo                    | Moins de 48 kg femmes              | Julia Figueroa Peña                                     |
| Natation                | 200 m Dos hommes                   | Hugo González                                           |
| Natation                | 200 m Brasse hommes                | Joan Ballester                                          |
| Natation                | 200 m Quatre nages hommes          | Hugo González                                           |
| Natation                | 400 m Quatre nages hommes          | Joan Lluís Pons                                         |
| Natation                | 50 m Nage libre femmes             | Lidón Muñoz                                             |
| Natation                | 100 m Nage libre femmes            | Lidón Muñoz                                             |
| Natation                | 200 m Nage libre femmes            | Melani Costa                                            |
| Natation                | 400 m Nage libre femmes            | Mireia Belmonte                                         |
| Natation                | 800 m Nage libre femmes            | Mireia Belmonte                                         |
| Natation                | 50 m Dos femmes                    | Duane Da Rocha                                          |
| Natation                | 200 m Dos femmes                   | África Zamorano                                         |
| Natation                | 100 m Brasse femmes                | Marina García                                           |
| Natation                | 200 m Brasse femmes                | Marina García                                           |
| Natation                | 4 × 100 m quatre nages femmes      | Mireia Belmonte Duane Da Rocha Lidón Muñoz Jessica Vall |
| Natation                | 100 m nage libre S 10 hommes       | David Levecq                                            |
| Tir                     | Carabine à air comprimé 10m hommes | Jorge Diaz Garcia                                       |
| Tir                     | Fosse olympique femmes             | Fatima Galvez Marin                                     |
| Tir à l'arc             | Individuel femmes                  | Mónica Galisteo                                         |
| Tir à l'arc             | Par équipes femmes                 | Mónica Galisteo Nerea López Alicia Marín                |
| Triathlon               | Sprint femmes                      | Anna Godoy                                              |
| Triathlon               | Sprint hommes                      | Antonio Serrat                                          |

### Bronze
| Sport                    | Discipline                         | Sportifs                                                                   |
| Médailles de bronze : 23 |                                    |                                                                            |
| Escrime                  | Sabre femmes                       | Lucía Martín-Portugués                                                     |
| Gymnastique artistique   | Barre fixe hommes                  | Néstor Abad                                                                |
| Gymnastique artistique   | Concours par équipes femmes        | Paula Raya Helena Bonilla Nora Fernández Ana Pérez Campos Cintia Rodríguez |
| Gymnastique artistique   | Concours général individuel femmes | Ana Pérez Campos                                                           |
| Gymnastique artistique   | Sol femmes                         | Cintia Rodríguez                                                           |
| Haltérophilie            | 62 kg Arraché hommes               | Josué Brachi                                                               |
| Haltérophilie            | 94 kg Arraché hommes               | Manuel Sánchez López                                                       |
| Haltérophilie            | 53 kg Arraché femmes               | Atenery Hernández                                                          |
| Haltérophilie            | 58 kg Épaulé-jeté femmes           | Alba Sánchez                                                               |
| Haltérophilie            | 63 kg Arraché femmes               | Irene Martínez                                                             |
| Karaté                   | Moins de 67 kg hommes              | Samy Ennkhaili Anqoud                                                      |
| Karaté                   | Moins de 61 kg femmes              | María Cristina Ferrer García                                               |
| Karaté                   | Plus de 68 kg femmes               | Laura Palacio Gonzalez                                                     |
| Lutte                    | Moins de 86 kg Lutte libre hommes  | Taimuraz Friev                                                             |
| Natation                 | 200 m Brasse hommes                | Alex Castejón                                                              |
| Natation                 | 4 × 200 m nage libre hommes        | Moritz Berg Miguel Durán Marcos Rodríguez Marc Sánchez                     |
| Natation                 | 50 m Brasse femmes                 | Jessica Vall                                                               |
| Natation                 | 4 × 100 m nage libre femmes        | Marta González Lidón Muñoz Marta Cano Melani Costa                         |
| Natation                 | 4 × 200 m nage libre femmes        | Lidón Muñoz África Zamorano Melani Costa Marta Cano                        |
| Natation                 | 100 m nage libre S 10 femmes       | Sarai Gascón                                                               |
| Tir à l'arc              | Individuel hommes                  | Pablo Acha                                                                 |
| Tir à l'arc              | Par équipes hommes                 | Pablo Acha Miguel Alvariño Antonio Fernández                               |
| Triathlon                | Sprint hommes                      | Antonio Benito                                                             |